# ヤング・グリフォ

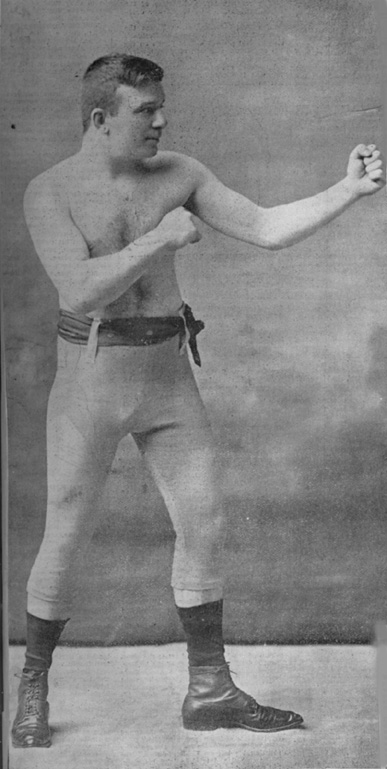
Young Griffo

ヤング・グリフォ（Young Griffo、本名：アルバート・グリフィス（Albert Griffiths）、1871年3月31日 - 1927年12月7日）は、オーストラリア出身の元プロボクサー。ベアナックル時代からグローブ時代にかけて戦った、近代ボクシング草創期の強豪。

## 略歴
終生無冠であったが、バンタム級・フェザー級両階級の初代チャンピオン、ジョージ・ディクソンら多くの強豪とグローブを交え、当時の技術水準としては卓絶した防御技術の持ち主として評価が高い。
酒場の余興として、床に広げた一枚のハンカチの上に乗って相手にパンチを打たせ、ハンカチから一歩も踏み出さずに全てをかわしてのけたとの逸話が残っている。

## 通算戦績
173戦69勝（20ＫＯ）43引分け48無判定１無効試合